# Xã Milan, Quận Erie, Ohio
Xã Milan (tiếng Anh: Milan Township) là một xã thuộc quận Erie, tiểu bang Ohio, Hoa Kỳ. Năm 2010, dân số của xã này là 3.606 người.